# 宿华
宿华（1982年—）是一位中国企业家，快手联合创始人、执行董事以及薪酬委员会成员。

## 生平
宿华于1982年出生于湖南湘西土家族苗族自治州永顺县松柏镇，1994年小学毕业时曾拿小霸王生产的小霸王学习机学写代码。2001年，他考入清华大学软件学院，2005年博士肄业进入硅谷谷歌工作，2008年创业失败后，进入百度担任系统架构师。2011年4月，他离开百度，开始第二次创业，失败后技术被阿里巴巴收购。之后，他通过介绍认识程一笑，两人共同创建北京快手科技有限公司，他担任公司首席执行官，同年开发出产品“GIF快手”，也就是快手的前身。2017年3月，他成为湖畔大学第三期学员。他创办的快手于2020年11月5日向香港联交所递交招股书。招股书显示，2020年上半年，快手实现营业收入253亿元人民币，较去年同期增长48%。2017年至2019年，快手营收分别为83亿元、203亿元、391亿元。
2021年10月29日，宿华辞去快手首席执行官一职，由程一笑接任，但继续担任快手董事长。2023年10月29日，他辞任董事长，但继续担任快手执行董事和薪酬委员会成员。